# Král New Yorku
Král New Yorku (v anglickém originále King of New York) je americký kriminální trhiller z roku 1990. Natočil jej režisér Abel Ferrara podle scénáře Nicholase St. Johna. Hráli v něm Christopher Walken, David Caruso, Wesley Snipes, Steve Buscemi a další. Natáčení probíhalo zčásti v hotelu Plaza, jehož vlastníkem byl Donald Trump. Ten hotel poskytl pro natáčení zdarma, ale výměnou za to, že jeho manželka Ivana Trumpová dostane možnost vyfotografovat se s Walkenem, jehož byla velkou fanynkou.